# نورث يونيفيرسيتي بارك (لوس أنجلوس)
نورث يونيفيرسيتي بارك هو حي في لوس أنجلوس، كاليفورنيا. تقع هذه المنطقة شمال جامعة كالفورنيا الجنوبة مباشرةً، وتحتوي على منطقتين تاريخيتين مدرجتين في السجل الوطني للأماكن التاريخية: منطقة نورث يونيفرسيتي بارك التاريخية وشارع مينلو غرب شارع التاسع والعشرون التاريخي.

## جغرافية
يحد حديقة جامعة نورث بين شارع فيرمونت في الغرب وشارع فيغيروا في الشرق وشارع آدامز في الشمال وشارع جيفرسون في الجنوب.
مدينة لوس أنجلوس قامت بتركيب لافتات حي نورث يونيفيرسيتي بارك عند تقاطع شارع آدامز بوليفارد وشارع فيغيروا، آدامز بوليفارد وشارع فيرمونت، جيفرسون بوليفارد وشارع فيرمونت، وجيفرسون بوليفارد و شارع فيغيروا.

## تاريخ
تقع شمال حرم جامعة كاليفورنيا الجنوبية, كانت نورث يونيفرسيتي بارك أرضا زراعية حتى أواخر القرن التاسع عشر. اليوم، يضم الحي بعضا من أغنى مجموعات العمارة التاريخية في مدينة لوس أنجلوس، بما في ذلك المنازل الفيكتورية والحرفية التي يعود تاريخها إلى عام 1800.

## السجل الوطني للأماكن التاريخية
هناك منطقتان تاريخيتان في نورث يونيفرسيتي بارك.
مينلو أفينيو - ويست توينثنث ستريت هيستوريك ديستريكت يحدها ويست آدمز بوليفارد من الشمال وإليندال من الشرق وغرب ثيرتيث ستريت من الجنوب وشارع فيرمونت من الغرب. أضيفت المنطقة إلى السجل الوطني للأماكن التاريخية عام 1987.
يحد منطقة نورث يونيفرسيتي بارك التاريخية شارع ويست آدامز من الشمال، وشارع ماغنوليا من الغرب، وشارع هوفر في الشرق، وشارع 28 من الجنوب. تمت إضافة المنطقة إلى السجل الوطني للأماكن التاريخية في عام 2004.

## الخطة المحددة لنورث يونيفرسيتي بارك
نورث يونيفرسيتي بارك - "خطة نورث يونيفرسيتي بارك المحددة". تنطبق الخطة المحددة على المنطقة الواقعة بين شارع فيرمونت من الغرب وشارع هوفر من الشرق وشارع آدامز من الشمال والمركز 30 من الجنوب. الغرض من الخطة المحددة هو تنظيم نسب مساحة الأرضية، واستخدام الأراضي والمباني، والارتفاع والجزء الأكبر من المباني، والمعالجة المعمارية والمناظر الطبيعية، والعلامات، ودوران المركبات والمشاة.

## مشاهير
- أدلاي ستيفنسون الثاني-يقع منزله في 2639 شارع مونماوث في منطقة نورث يونيفرسيتي بارك التاريخية.[10]

## وسائط
يقع منزل أناليس كيتنغ الفيكتوري من البرنامج التلفزيوني كيف تهرب من القتل في نورث يونيفيرسيتي بارك في 1130 دبليو في (شارع 27 في شارع مونماوث).